# Bitwa nad bagnami Pilicy
Bitwa nad bagnami Pilicy – starcie zbrojne, które miało miejsce w 1145 w drugiej fazie konfliktu (po śmierci Salomei) między Władysławem Wygnańcem a juniorami – Bolesławem Kędzierzawym i Mieszkiem Starym. 
Mimo że Władysław uzyskał pomoc Rusinów (w zamian za Wiznę) został przez juniorów pobity. Wkrótce zgodzili się oni jednak na pokój, co daje pojęcie o wciąż, mimo przegranej bitwy, utrzymującej się przewadze seniora.
Pewna jest data bitwy, natomiast zdania historyków co do przyczyny, przebiegu, miejsca bitwy nie są zgodne.
W latopisie kijowskim pod datą 1145 czytamy:
[...] i rzekł im Wsiewołod: „Przywołuje mnie Władysław, książę lacki, przeciw swoim braciom”. Odrzekł Igor: „Nie idź ty, my pójdziemy”. I poszedł Igor ze swoim bratem Światosławem i Włodzimierzem, a Izasław Mścisławowicz zachorował i nie poszedł od Włodzimierza (Wołyńskiego), ale Światosław Wsiewołodowicz poszedł. Doszli do środka ziemi lackiej, spotkali dwóch braci Władysława, Bolesława i Mieszka stojących za błotami. Przejechali na tę stronę, pokłonili się Igorowi i jego bratu, całując krzyż między sobą, tak oświadczyli: „A kto złamie całowanie krzyża, przeciw niemu będą wszyscy” i dali swojemu bratu Władysławowi cztery grody, a Igorowi z braćmi – Wiznę. I tak powrócili do siebie, biorąc wiele łupów.
Ponieważ Ziemia Łęczycko-Sieradzka była położona w centrum państwa, stąd też określenie latopisu do środka ziemi lackiej należało odczytać jako wojnę o posiadanie tej ziemi. Wincenty Kadłubek podał, że spotkanie to nastąpiło
nad Pilicą. Wodzem wojsk juniorów był wojewoda Bolesława Kędzierzawego – Wszebor, który wcześniej miał toczyć pomyślne walki z seniorem. Niechętny Władysławowi kronikarz napisał, że senior poniósł klęskę, a wody Pilicy zabarwiły się od krwi żołnierzy walczących po jego stronie. Od nadmiaru ciał poległych wody rzeki miały wystąpić z brzegów. W świetle innych źródeł była to jednak figura retoryczna kronikarza.
Z porównania źródeł wynika, że nie był to rozstrzygnięty bój. Wielka bitwa, o której pisze mistrz Wincenty, musiałaby spowodować duże straty wojsk Władysława i jego sprzymierzeńców, o czym kronikarz ruski nie wspomina ani słowem. Gdyby wszystko odbyło się zgodnie z relacją Kadłubka, to finał wojny domowej byłby nieco inny. Tymczasem do obozu Władysława i jego sojuszników przybyli młodsi Bolesławowice i oddali seniorowi cztery grody (kasztelanie). Juniorzy nie tylko utrzymali się w swoich dzielnicach, ale zachowali również zakres posiadanej władzy, co świadczy, że nie ponieśli klęski. Młodsi Bolesławowice opłacili koszty interwencji ruskiej, a Bolesław Kędzierzawy ze swej dzielnicy mazowieckiej ustąpił książętom ruskim Wiznę.
Tadeusz Wasilewski (Słownik starożytności słowiańskich, t. VI) napisał, że w 1145 Wszebor stoczył niefortunną dla juniorów bitwę nad dolnym Nerem (lub Bzurą) i utracił cztery kasztelanie (grody). Określenie miejsca spotkania jest tu realniejsze, ponieważ współbrzmi z informacjami latopisu ruskiego. Zapis Kadłubka nie mógłby w zgodzie z tym być prawdziwy, ponieważ Pilica płynie na obrzeżach Ziemi Łęczyckiej. Wobec powyższego – według oceny prof. Gerarda Labudy – epizod o zwycięstwie z 1145 trzeba wykreślić z naszych dziejów.
Prof. Benedykt Zientara zaś, pisząc o tym wydarzeniu, wskazuje, iż mogło się zdarzyć, iż nad Pilicą walkę podjął sam Władysław i doznał porażki, a od klęski ocaliły go posiłki ruskie.